# 巴尔塔 (北达科他州)
巴尔塔（英語：Balta），是美国北达科他州下属的一座城市。根据2010年美国人口普查，该市有人口65人。